# Сопје
Сопје је насељено место и седиште општине у Вировитичко-подравској жупанији, Република Хрватска.

## Историја
До територијалне реорганизације у Хрватској налазило се у саставу бивше велике општине Подравска Слатина.

## Становништво
На попису становништва 2011. године, општина Сопје је имала 2.320 становника, од чега у самом Сопју 524.

## Попис1991.
На попису становништва 1991. године, насељено место Сопје је имало 667 становника, следећег националног састава:
| Попис 1991.‍  | Попис 1991.‍  | Попис 1991.‍ | Попис 1991.‍ | Попис 1991.‍ |
| ------------ | ------------ | ----------- | ----------- | ----------- |
|              |              |             |             |             |
| Хрвати       | Хрвати       |             | 650         | 97,45%      |
| Срби         | Срби         |             | 8           | 1,19%       |
| остали       | остали       |             | 1           | 0,14%       |
| неопредељени | неопредељени |             | 1           | 0,14%       |
| регион. опр. | регион. опр. |             | 1           | 0,14%       |
| непознато    | непознато    |             | 6           | 0,89%       |
| укупно: 667  |              |             |             |             |